# Никола Кнежевић (индустријалац)
Никола Кнежевић (Самаила код Краљева, 6. јануар 1848 — Краљево, 3. јун 1922) био је српски индустријалац, трговац и политичар.

## Биографија
Никола Кнежевић је рођен 6. јануара 1848. године у селу Самаила код Краљева. Отац Вук и мајка Јана су били земљорадници. Породично презиме је заправо било Радојевић, а презиме Кнежевић су извели из титуле кнеза (самаилског), коју је носио Мијаило Радојевић, Николин деда. Никола је завршио три разреда основне школе у Врдилима, након чега је, 1861. године, дошао у Карановац (Краљево), где је изучавао терзијски занат и трговину. Године 1873. отворио је сопствену трговачку радњу. Дућан је на плацу купљеном 1836. године подигао његов деда, кнез Мијаило Радојевић. У пословима се уортачио са Исидором Радовановићем, са којим су га повезивале и породичне везе. Наиме, обојица су била ожењена ћеркама угледног карановачког трговца Глише Петровића Бугарчића. Кнежевић и Радовановић су заједно основали фирму, која је постала једно од најзначајнијих предузећа у Краљеву. Они су подигли први парни млин у Краљеву 1872. године, као и прву електричну хидроцентралу 1902. године. У оквиру фирме пословала је и једна од највећих хидроцентрала у предратној Србији, подигнута 1911. године. Након Првог светског рата Кнежевић је основао и трговачку радњу за промет земаљских производа, која је са његовим именом радила и након његове смрти.
Кнежевић је са братом Божидаром 1881. године подигао зграду хотела Париз. Поред зграде овог хотела, подигао је и више зграда у граду, у којима је или држао радње или их је издавао у закуп. Године 1907. основао је, заједно са групом краљевачких привредника, Акционарско друштво Матарушка Бања, а био је и један од оснивача Краљевске акционарске штедионице и у више наврата председник њеног Управног одбора. Кнежевић је био и старешина Трговачког извозничког еснафа за Жички срез, основаног 1897. године.
Био је један од чланова општинског одбора који су 1878. године тражили од министра просвете отварање ниже или реалне гимназије у Краљеву. Биран је за одборника и председника Краљевачке општине 1875, 1884. и 1892. године. Био је члан Напредне странке и два пута је биран за краљевог посланика: 1884-1886. и 1894-1896. године. Од 1894. до 1896. је био и члан Законодавног одбора. За народног посланика за Чачански округ изабран је на изборима 1903. године, на листи председника владе Димитрија Цинцар-Марковића. Исте године је, као председник општине, упутио честитку Петру Карађорђевићу поводом ступања на престо након Мајског преврата.
Године аустроугарске окупације Кнежевић је провео у Краљеву. Он је 1915. године, на почетку окупације, био председник Управног одбора Краљевске акционарске штедионице. Покушао је да сакрије њену имовину и књиге у подруму своје куће, али је био откривен, па су окупационе власти готово сву имовину Штедионице опљачкале или уништиле. Током окупације централа Кнежевића и Радовановића је била под управом локалне војне команде у Краљеву, која је наплаћивала општинској управи месечну надокнаду за коришћење електричне енергије. Под управом окупатора је била и стругара. Кнежевић и Радовановић су дали и 9000 динара позајмице Општини краљевској за контрибуцију немачкој војној команди.
Кнежевић је био један од оснивача Краљевске Светосавске певачке дружине, а заједно са својим пословним ортаком помагао је Жичку пољопривредну подружину, Српску књижевну задругу и Читаоницу у Краљеву. Обојица су помагала Краљевску женску подружину, као и основну школу, Црвени крст и сиромашне краљевачке породице. Одликован је Таковским крстом V реда и Медаљом Светог Саве.
Никола Кнежевић је преминуо 3. јуна 1922. године у Краљеву.

### Породица
Прва супруга Николе Кнежевића је била Софија Петровић, ћерка угледног трговца Глише Петровића Бугарчића. Овај брак је био склопљен 11. јула 1871. године. Пар је имао осморо деце, од којих је четворо умрло у детињству. Ћерка Јелисавета, удата за среског лекара Јована Панајотовића преминула је 1911. године, у својој 21. години. Син Душан, резервни пешадијски поручник, смртно је рањен јуна 1913. године у борби против Бугара на Злетовској реци. Николу су од деце из првог брака надживели само синови Божидар и Стеван. Након смрти прве жене Софије 1895. године, Никола се по други пут оженио 3. октобра 1896. Савком, удовицом краљевачког трговца Сретена Црвчанина. Имали су ћерку Драгу и сина Радомира, који је преминуо у петој години живота.